# باران نوامبر (فیلم ۲۰۱۴)
«باران نوامبر» (انگلیسی: November Rain (2014 film)) یک فیلم است که در سال ۲۰۱۴ منتشر شد.